# Котлине
Ко́тлине (до 19.05. 2016 — Димитрове) — селище Покровської міської громади Покровського району Донецької області, в Україні. У селищі мешкає 446 людей.

## Загальні відомості
Відстань до райцентру становить близько 12 км і проходить автошляхом Т 0406. Поруч із Котлиним проходить залізнична гілка Покровськ — Чаплине. Також розташований ППС 2 ПАТ Шахтоуправління «Покровське».

## Населення

### Мова
Розподіл населення за рідною мовою за даними перепису 2001 року:
| Мова       | Кількість | Відсоток |
| ---------- | --------- | -------- |
| українська | 443       | 99.33%   |
| російська  | 3         | 0.67%    |
| Усього     | 446       | 100%     |